# Khambhat
Khambhat è una suddivisione dell'India, la Canbaet di Marco Polo, classificata come municipality, di 80.439 abitanti, situata nel distretto di Anand, nello stato federato del Gujarat. In base al numero di abitanti la città rientra nella classe II (da 50.000 a 99.999 persone).

## Geografia fisica
La città è situata a 22° 18' 0 N e 72° 37' 0 E e ha un'altitudine di 7 m s.l.m..

## Storia
Marco Polo la descrisse ne Il Milione:
In questo regno si fa grande commercio; hanno indaco molto buono e in abbondanza; ci sono bucherami e cotone in quantità che da questo regno si esportano in altre province e in altri regni. Si fa anche gran traffico di cuoi conciati e ornati; e se ne commerciano grosse quantità perché sono meglio lavorati che in altri paesi. E ancora vi dico che ci sono molte altre mercanzie delle quali non faremo memoria in questo libro perché troppo ci sarebbe da dire. I mercanti, per loro conto, vengono qui con le navi cariche di merci, specie oro, argento e rame. Portano prodotti dei loro paesi e comprano ciò che si trova nel regno, i prodotti con i quali pensano di fare maggior profitto e maggior guadagno. In questo regno non ci sono corsari. Gli abitanti vivono di mercanzia e di arti, e sono brava gente.»
(Marco Polo, Il Milione, cap. 182. Traduzione italiana di Maria Bellonci.)

## Società

### Evoluzione demografica
Al censimento del 2001 la popolazione di Khambhat assommava a 80.439 persone, delle quali 41.447 maschi e 38.992 femmine. I bambini di età inferiore o uguale ai sei anni assommavano a 8.390, dei quali 4.340 maschi e 4.050 femmine. Infine, coloro che erano in grado di saper almeno leggere e scrivere erano 58.422, dei quali 32.451 maschi e 25.971 femmine.